# Bernhard Braun (Politiker)

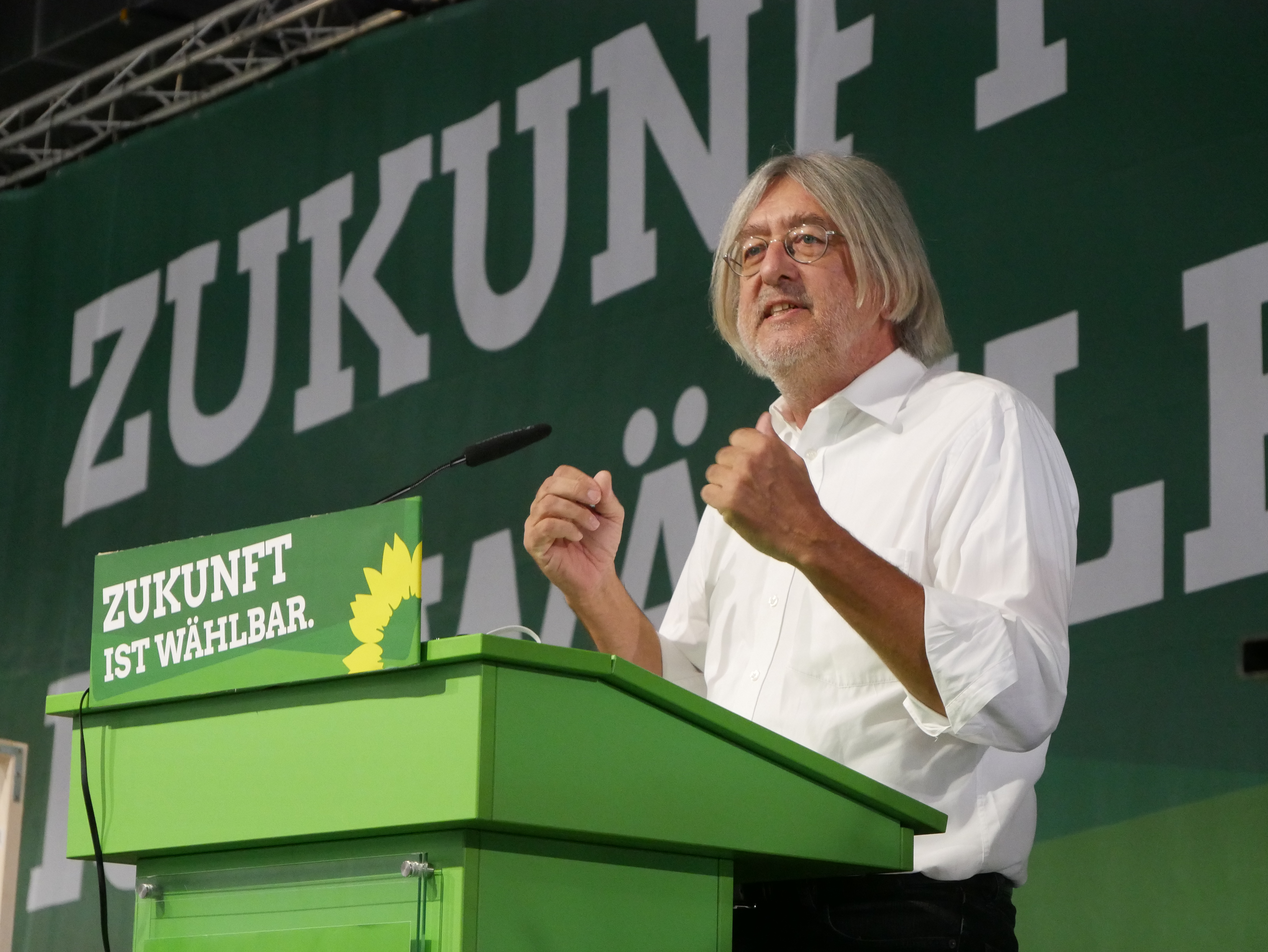
Bernhard Braun bei der Landesdelegiertenversammlung 2020

Bernhard Braun (* 30. Juni 1958 in Ludwigshafen am Rhein) ist ein deutscher Politiker (Bündnis 90/Die Grünen).

## Leben
Braun besuchte in seinem Heimatort Altrip die Volksschule und machte am Theodor-Heuss-Gymnasium in Ludwigshafen 1977 Abitur. Nachdem er ein Semester Katholische Theologie in Tübingen studiert hatte, arbeitete er als Zivildienstleistender bei der Christlichen Arbeiterjugend in der Diözese Speyer. Danach studierte er Philosophie und politische Wissenschaften an der Universität Mannheim. Nach seiner Promotion über Gustav Landauer arbeitete Braun 1990 in verschiedenen Bereichen der PR. Braun war Pressesprecher des Landesverbandes Rheinland-Pfalz von Bündnis 90/Die Grünen sowie 1995 bis 1996 Referent des Bau- und Umweltdezernenten der Stadt Ludwigshafen.

## Politik

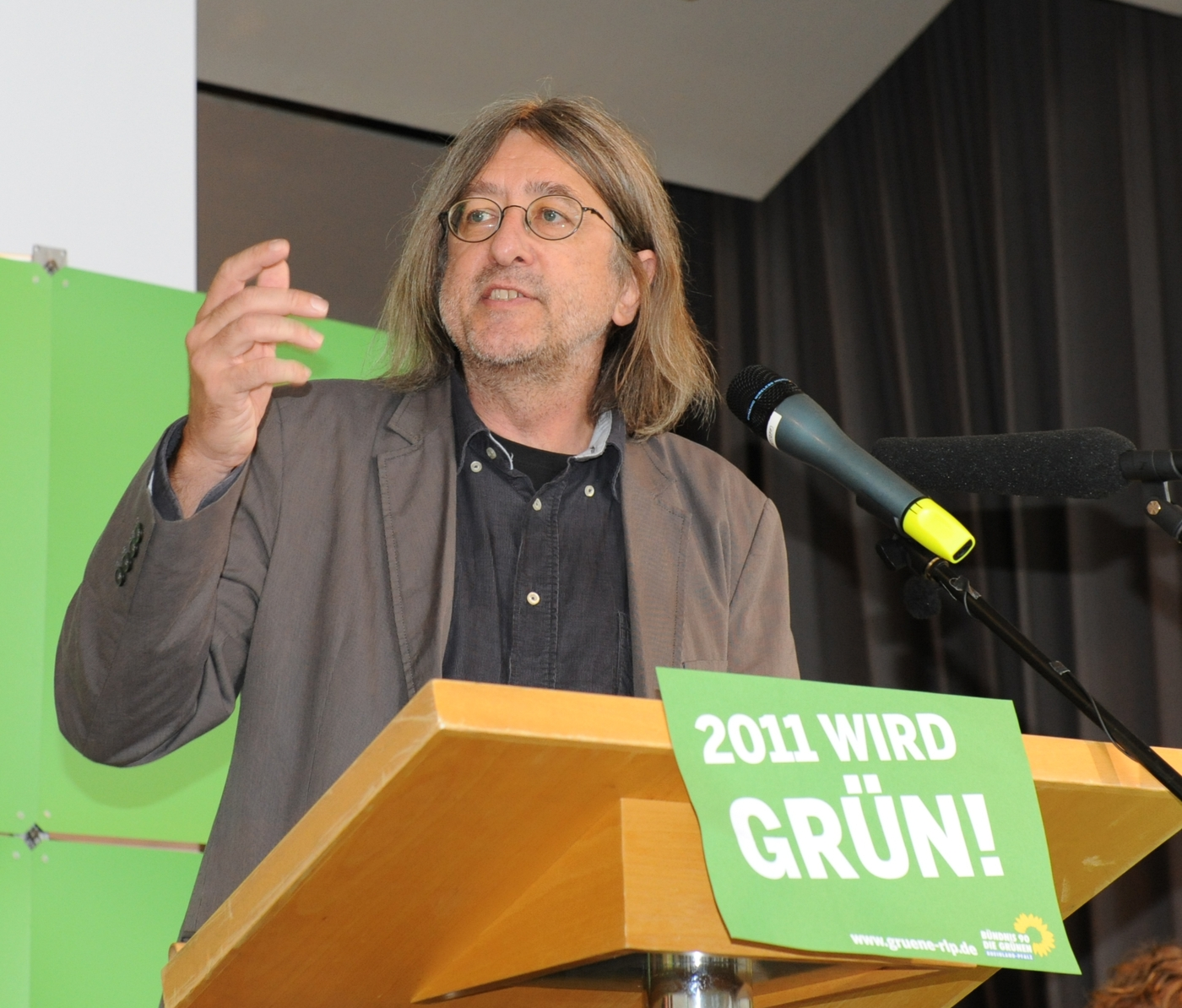
Bernhard Braun

Er ist seit 1982 Mitglied der Grünen. Von 1984 bis 1989 sowie 1994/1995 und nochmal seit 1999 ist er Mitglied des Stadtrats Ludwigshafen. Im Stadtrat war er von 2004 bis 2012 Fraktionsvorsitzender der Grünen. Von 1996 bis 2006 war Braun Mitglied des Rheinland-Pfälzischen Landtags zu Mainz, stellvertretender Fraktionsvorsitzender und Sprecher für Umwelt-, Energie- und Medienpolitik. Von 2007 bis 2010 war er Landesvorsitzender des BUND-Rheinland-Pfalz. Bei der Landtagswahl 2011 wurde er erneut in den Rheinland-Pfälzischen Landtag gewählt. Dort wählte ihn das Parlament zum Vizepräsidenten des Landtags. In der Landtagsfraktion war er Sprecher für Klima- und Energiepolitik sowie Mitglied des Medienausschusses. Außerdem war er Vorsitzender des Unterausschusses Begleitung der Energiewende in Rheinland-Pfalz. Vom 11. Mai 2016 bis zum 11. Januar 2023 war Braun Fraktionsvorsitzender im Landtag.

## Werke
- Die Utopie des Geistes. Zur Funktion der Utopie in der politischen Theorie Gustav Landauers. Idstein: Schulz-Kirchner Verlag, 1991.
- Die Siedlung – der Beginn des Sozialismus:  Gesellschaftskritik, Siedlung, Utopie bei Gustav Landauer. In: Hanna Delf/Gerd Mattenklott (Hrsg.): Gustav Landauer im Gespräch. 191–201. Tübingen: Niemeyer, 1997.